# Giuseppe Cobolli Gigli
Giuseppe Cobolli Gigli (Trieste, 28 maggio 1892 – Malnate, 22 luglio 1987) è stato un politico italiano.

## Biografia
Ingegnere, di famiglia istriana, di estrazione liberal-nazionale, dopo aver combattuto volontario da irredentista nella prima guerra mondiale, dove fu tenente del Genio, nel 1919 pubblicò con lo pseudonimo di Giulio Italico l'opuscolo Trieste, fedele di Roma.. In questo libro - con riferimento a Pisino - Gigli scrisse che 
“Il paese sorge sul bordo di una voragine che la musa istriana ha chiamato Foiba, degno posto di sepoltura per chi, nella provincia, minaccia con audaci pretese le caratteristiche nazionali dell'Istria.”.

### Carriera politica
Cobolli Gigli seguì il cursus honorum all'interno del PNF: si iscrive al partito nel gennaio 1922, diventa Segretario federale di Trieste dal 1927 al 1930, poi Vice-podestà dal 1933 al 1934.
Come ideologo fascista, Cobolli Gigli (all'epoca ancora Cobol) scrisse nel settembre del 1927 sulla rivista «Gerarchia» un articolo dal titolo "Il fascismo e gli allogeni", in cui teorizzava la non autoctonia delle popolazioni slave residenti nella Venezia Giulia da pochi anni annessa all'Italia, nonché la loro rapida assimilazione, in virtù di una pretesa superiorità della civiltà italiana, a patto di "eliminare dalla vita pubblica [...] gli agitatori slavi", "impedire agli avvocati slavi [...] la loro attività", "togliere i maestri slavi dalle scuole, i preti slavi dalle parrocchie".

Cobolli Gigli a Uolchefit, in Etiopia nel 1937

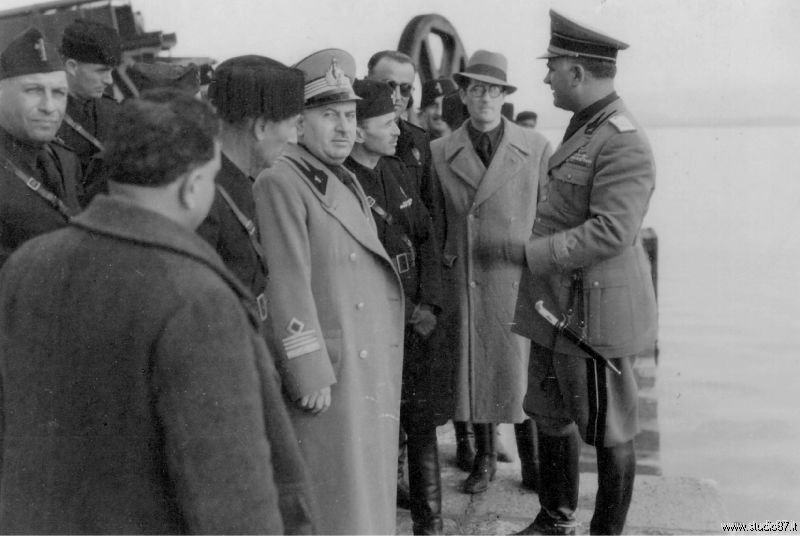
Giuseppe Cobolli Gigli in Sardegna nel 1938

Nel 1934 divenne deputato del Regno per la città di Trieste. Nel gennaio del 1935 viene nominato Sottosegretario di Stato ai lavori pubblici. 
Con la morte improvvisa di Luigi Razza, dal 5 settembre 1935 (all'età di 43 anni) al 31 ottobre 1939 è Ministro dei lavori pubblici nel Governo Mussolini, sovrintendendo alle grandi opere svolte nelle colonie italiane, argomento su cui poi scriverà il libro Strade imperiali, pubblicato nel 1938.
Su ordine dello stesso Mussolini, Cobolli Gigli si reca alla fine del 1936 per sei mesi nell'Africa Orientale Italiana per occuparsi soprattutto dello sviluppo della rete stradale in Etiopia e controllare personalmente i lavori dei vari cantieri diretti dall'ingegnere Giuseppe Pini.
Il 4 aprile 1939 presso l'Istituto nazionale di studi romani, illustra, durante una conferenza, «il contributo del Ministero dei lavori pubblici al piano regolatore di Roma imperiale».
Nel territorio nazionale, è stato fra i proponenti del piano regolatore di Catanzaro e di La Spezia (il primo della città), e il primo firmatario del progetto di completamento dell'ex Ospedale Busonera, a Venezia. Nel 1939 diviene consigliere nazionale della Camera dei fasci e delle corporazioni.
Dal 1939 al 1943 è stato Presidente dell'AGIP, la compagnia petrolifera pubblica italiana fondata dal fascismo. Dopo l'8 settembre 1943 aderì alla Repubblica Sociale Italiana e fu presidente della società Italstrade.

## Origini familiari
Cobolli Gigli nacque dal maestro elementare e irredentista Nicolò Cobol (Capodistria 1861 – Trieste 1931), al quale Trieste ha dedicato un sentiero carsico (la Napoleonica) per la sua attività all'Alpina delle Giulie, noto soprattutto per essere riuscito a creare nella Trieste asburgica i ricreatori comunali. Il cognome sia di Giuseppe che di Nicolò Cobol venne mutato in Cobolli nel 1928, su esplicita richiesta degli interessati.
L'aggiunta di Gigli al cognome fu dovuta all'esperienza di combattente irredentista durante la prima guerra mondiale. Gli irredenti volontari combattenti nell'Esercito Italiano assumevano uno pseudonimo di battaglia al fine di proteggere le proprie famiglie, e parecchi lo aggiunsero a guerra finita al proprio cognome, come elemento d'onore
Altre fonti riportano invece Cobolli Gigli come proveniente da famiglia slava. In particolare lo hanno affermato lo scrittore Giacomo Scotti, "Un ministro dei lavori pubblici dell'era fascista Giuseppe Cobolli Gigli, figlio del maestro elementare sloveno Nikolaus Combol, classe 1863, italianizzò spontaneamente il cognome nel 1928, anche perché sin dal 1919 si era dato uno pseudonimo patriottico, Giulio Italico. Divenuto poi un gerarca, prese un secondo cognome, Gigli, dandosi un tocco di nobiltà". Oltre a Scotti, anche l'ex partigiano e dirigente dell'ANPI Federico Vincenti ha affermato che il padre di Cobolli Gigli sarebbe stato lo sloveno Nikolaus Kobolj.
Infine, secondo Claudio Sommaruga - già internato militare in Germania e ricercatore dell'Associazione Nazionale Reduci dalla Prigionia - Cobolli Gigli sarebbe figlio del maestro elementare Nicolò Cobol di Capodistria, e avrebbe prima assunto lo pseudonimo di “Giulio Italico” fino ad italianizzare nel 1928 il cognome in Cobolli, a cui dopo esser diventato gerarca aggiunse un secondo cognome, Gigli.

### Discendenza
I figli di Giuseppe Cobolli Gigli furono:
- Nicolò, pilota da caccia, caduto nei cieli della Grecia e decorato con Medaglia d'Oro al Valor Militare alla Memoria
- Antonio, ufficiale sul fronte russo (dove venne ferito in combattimento), e padre di Giovanni Cobolli Gigli.
- Sergio, guardiamarina su un mezzo anti sommergibile durante la seconda guerra mondiale[23].

## Opere
- Giulio Italico, Trieste, la fedele di Roma, Ed. Lattes, Torino 1919
- Cobolli G., Grandi lavori nelle grotte di S. Canziano, Le vie d'Italia, Milano 1933: 471
- Cobolli Gigli G., Provvedimenti idrici nella Venezia Giulia nel primo decennio fascista, Atti 1º Congr. Interregionale degli Ingegneri delle Tre Venezie, Trieste 1933: 125-130
- Strade imperiali - Giuseppe Cobolli Gigli. - Milano: A. Mondadori, 1938. - 202 p., (38) c. di tav. : ill. ; 25 cm + 19 c. di tav. ripieg.